# Guillaume Kettler
Guillaume Ier Kettler (20 juin 1574, Mittau - 7 avril 1640, Kukulova) est duc de Courlande de 1595 à 1616.
À la mort de son père Gotthard Kettler en 1587, son frère aîné Frédéric Ier Kettler reçoit le duché mais il décide en 1595 de le partager en deux : Frédéric obtient la Sémigalie et Guillaume obtient la Courlande, avec Kuldīga comme capitale.
Guillaume Kettler fut déposé de son duché en 1616, à la suite d'un conflit avec la noblesse, et dut s'exiler en Poméranie, dans une abbaye où il se réfugia. Il y mourut en 1640. Il fut marié à Sophie de Prusse (1582-1610) en 1609, qui mourut après la naissance de son seul fils, Jacob Ier Kettler, duc de Courlande-Sémigalie de 1642 à 1682.